# دولار ليبرتي الجالسة
دولار ليبرتي الجالسة أو دولار الحرية الجالسة هو عملة دولارية سكتها دار سك العملة الأمريكية من عام 1840 إلى عام 1873، وصممها كبير النقاشين، كريستيان غوبريشت [الإنجليزية]. وهي آخر عملة فضية من من فئة 1 دولار تُسك قبل إقرار قانون العملات لعام 1873، والذي أنهى مؤقتًا إنتاج الدولار الفضي للتجارة الأمريكية. يعتمد وجه العملة على وجه دولار غوبريشت، الذي سُك تجريبيًا من عام 1836 إلى عام 1839. ومع ذلك، لم يتستخدم النسر الطائر المستخدم على عكس دولار غوبريشت؛ وبدلاً من ذلك، استخدمت دار سك العملة الأمريكية (مينت) نسرًا شعاريًا، استنادًا إلى تصميم قام به رئيس دار سك العملة الراحل جون رايش والذي استخدم لأول مرة على العملات المعدنية في عام 1807.
سُكت دولارات ليبرتي الجالسة في البداية فقط في فيلادلفيا مينت؛ وفي عام 1846، بدأ الإنتاج في منشأة نيو أورليانز. في أواخر أربعينيات القرن التاسع عشر، ارتفع سعر الفضة مقارنة بالذهب بسبب زيادة المعروض من الأخير بسبب حمى البحث عن الذهب في كاليفورنيا؛ وأدى ذلك إلى اكتناز وتصدير وصهر العملات الفضية الأمريكية.
أدى قانون العملات لعام 1853 إلى خفض وزن جميع العملات الفضية التي تبلغ خمسة سنتات أو أكثر، باستثناء الدولار، ولكنه يتطلب أيضًا دفع مبلغ إضافي من أولئك الذين يرغبون في تحويل سبائكهم إلى عملات بالدولار، وفي السنوات الأخيرة من السلسلة، انتج المزيد من الفضة في الولايات المتحدة، وزاد عدد سك العملة.
في عام 1866، أضيفت عبارة " نثق بالله (بالإنجليزية: In God We Trust)‏" إلى الدولار بعد إدخاله إلى العملات المعدنية في الولايات المتحدة في وقت سابق من هذا العقد، توقف إنتاج دولار ليبرتي الجالسة بموجب قانون العملة لعام 1873، الذي سمح للدولار التجاري باستخدامه في التجارة الخارجية. وكان ممثلو مصالح الفضة غير راضين عندما انخفض سعر المعدن مرة أخرى في منتصف سبعينيات القرن التاسع عشر؛ ودعوا وقتها إلى استئناف العملات المعدنية المجانية للفضة في العملة القانونية، وبعد إقرار قانون بلاند أليسون في عام 1878، استؤنف الإنتاج بدولار مورغان.

## خلفية
جعل قانون سك العملة لعام 1792 الذهب والفضة عملة قانونية؛ وكانت الأوزان المحددة لكل منها تساوي دولارًا. ضربت دار سك العملة الأمريكية الذهب والفضة فقط عندما قام المودعون بتزويد المعدن، والذي صُنع بشكل عملة معدنية. وإن تقلب أسعار السوق للسلع الأساسية يعني أنه من المرجح أن يتم المبالغة في تقدير قيمة أي من المعدنين الثمينين مقارنة بالآخر، مما يؤدي إلى الاكتناز والصهر؛ وفي العقود التي تلت عام 1792، كانت العملات الفضية هي التي لقيت هذا المصير عادةً. في عام 1806، أمر الرئيس توماس جيفرسون بوقف جميع عمليات سك الدولار الفضي، وقد تم ذلك جزئيًا لمنع تصدير العملات المعدنية إلى دول أجنبية من أجل صهرها، وهذا مما تسبب في الضغط على دار سك العملة الوليدة لتحقيق مكاسب قليلة. وعلى مدار ربع قرن، كانت العملة الفضية التي تُضرب عادة لمودعي السبائك هي نصف دولار. وفي عام 1831، طلب مدير دار سك العملة صامويل مور من الرئيس أندرو جاكسون رفع القيود المفروضة على إنتاج العملات المعدنية بالدولار؛ ووافق الرئيس في أبريل من ذلك العام. وعلى الرغم من الموافقة على ضرب العملات المعدنية، ولكن لم تُضرب أي دولارات فضية حتى عام 1836.
كان مكتب دار سك العملة في ثلاثينيات القرن التاسع عشر يمر بفترة من التغيير الكبير، مع اعتماد تقنيات جديدة. وفي عام 1828، مُنحت دار سك العملة، التي كان ترخيصها خاضعًا للتجديد الدوري من قبل الكونجرس منذ إنشائها في عام 1792، وضعًا دائمًا. وتمت الموافقة على إنشاء مبنى جديد لإيواء فيلادلفيا منت من قبل الكونجرس، وافتتح في عام 1832، قام الكونجرس بتعديل محتوى العملات المعدنية الأمريكية من المعادن الثمينة في عامي 1834 و1837، وتمكن من تحقيق التوازن حيث ظلت العملات المعدنية الأمريكية متداولة إلى جانب عملات الدول الأجنبية (معظمها قطع استعمارية إسبانية). وفي عام 1836، جُلبت أول آلة بخارية في دار سك العملة. حيث كانت العملات المعدنية في السابق، تُضرب يدوياً. أجاز الكونجرس في عام 1835 إنشاء فروع لسك العملة في داهلونجا في جورجيا، وشارلوت في ولاية كارولينا الشمالية، وفي نيو أورليانز في لويزيانا. وضربت دار سك العملة في شارلوت وداهلونيجا الذهب فقط، لتلبية احتياجات عمال المناجم في الجنوب الذين سعوا إلى إيداع هذا المعدن، لكن منشأة نيو أورليانز ضربت العملات الفضية، بما في ذلك العملة هذه.

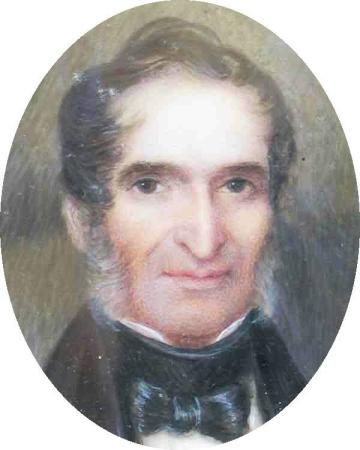
ابتكر كبير النحاتين كريستيان غوبريشت مبتكبر تصميم عملة دولار ليبرتي الجالسة.

## فهرس
- Breen، Walter (1988). Walter Breen's Complete Encyclopedia of U.S. and Colonial Coins. New York: Doubleday. ISBN:978-0-385-14207-6.
- Coin World Almanac (ط. 3rd). Sidney, Ohio: Amos Press. 1977. OCLC:4017981.
- Julian، R.W. (1993). Bowers، Q. David (المحرر). Silver Dollars & Trade Dollars of the United States. Wolfeboro, New Hampshire: Bowers and Merena Galleries. ISBN:0-943161-48-7.
- Lange، David W. (2006). History of the United States Mint and its Coinage. Atlanta, Ga.: Whitman Publishing. ISBN:978-0-7948-1972-9.
- Peters، Richard، المحرر (1845). The Public Statutes at Large of the United States of America. Boston, Mass.: Charles C. Little and James Brown. مؤرشف من الأصل في 2023-12-20.
- Taxay، Don (1983). The U.S. Mint and Coinage (ط. reprint of 1966). New York: Sanford J. Durst Numismatic Publications. ISBN:978-0-915262-68-7.
- Van Allen، Leroy C.؛ Mallis، A. George (1991). Comprehensive Catalog and Encyclopedia of Morgan & Peace Dollars. Virginia Beach, Va.: DLRC Press. ISBN:978-1-880731-11-6.
- Vermeule، Cornelius (1971). Numismatic Art in America. Cambridge, Mass.: The Belknap Press of Harvard University Press. ISBN:978-0-674-62840-3.
- Yeoman، R.S. (2013). A Guide Book of United States Coins (The Official Red Book) (ط. 67th). Atlanta, Ga.: Whitman Publishing. ISBN:978-0-7948-4180-5.